# Albert Schweitzer (vonat)
Az Albert Schweitzer egy Trans Europ Express járat volt, mely a németországi Dortmund Hauptbahnhof és a franciaországi Strasbourg-Ville állomások között közlekedett csak első osztályú kocsikkal. Névadója Albert Schweitzer, az elzászi német teológus, lelkész, filozófus, orgonaművész, tanár, orvos és Nobel-békedíjas volt.
A járatot a Deutsche Bundesbahn és az SNCF üzemeltette. Nem volt hosszú életű, mindössze pár éven át közlekedett, majd megszűnt.
Útvonala végig villamosítva volt, így már a kezdetektől a DB 103 sorozatú villamos mozdony vontatta a szerelvényt egészen a francia határig, ahol az utolsó hét km-en az eltérő áramrendszer miatt átvette tőle egy SNCF BB 20200 sorozatú kétáramnemű villamos mozdony.
A kocsikat a DB biztosította, a szerelvény négy kocsiból állt: két fülkés első osztályú, egy termes első osztályú kocsiból és egy étkezőkocsiból. Az étkezőkocsit a Deutsche Schlafwagen- und Speisewagengesellschaft üzemeltette.

## Menetrend
| TEE 9 | Állomás        | km  | TEE 8 |
| ----- | -------------- | --- | ----- |
| 06:35 | Dortmund Hbf   | 0   | 21:52 |
| 06:55 | Essen Hbf      | 34  | 21:31 |
| 07:09 | Duisburg Hbf   | 54  | 21:20 |
| 07:23 | Düsseldorf Hbf | 77  | 21:07 |
| 07:49 | Köln Hbf       | 117 | 20:43 |
| 08:41 | Koblenz Hbf    | 210 | 19:50 |
| 09:33 | Mainz Hbf      | 302 | 19:00 |
| 09:53 | Darmstadt Hbf  | 335 | 18:37 |
| 10:21 | Heidelberg Hbf | 394 | 18:09 |
| 10:49 | Karlsruhe Hbf  | 448 | 17:42 |
| 11:05 | Baden-Baden    | 479 | 17:24 |
| 11:40 | Kehl           | 528 | 17:00 |
|       | Strasbourg     | 535 |       |